# Moca-Croce
Pour les articles homonymes, voir Moca et Croce.
Moca-Croce est une commune française située dans la circonscription départementale de la Corse-du-Sud et le territoire de la collectivité de  Corse. Elle appartient à la piève d'Istria, dans le Taravo.

## Urbanisme

### Typologie
Au 1er janvier 2024, Moca-Croce est catégorisée commune rurale à habitat dispersé, selon la nouvelle grille communale de densité à sept niveaux définie par l'Insee en 2022.
Elle est située hors unité urbaine. Par ailleurs la commune fait partie de l'aire d'attraction d'Ajaccio, dont elle est une commune de la couronne,. Cette aire, qui regroupe 79 communes, est catégorisée dans les aires de 50 000 à moins de 200 000 habitants,.

### Occupation des sols
L'occupation des sols de la commune, telle qu'elle ressort de la base de données européenne d’occupation biophysique des sols Corine Land Cover (CLC), est marquée par l'importance des forêts et milieux semi-naturels (94,1 % en 2018), une proportion sensiblement équivalente à celle de 1990 (93,2 %). La répartition détaillée en 2018 est la suivante : 
forêts (59,9 %), espaces ouverts, sans ou avec peu de végétation (22 %), milieux à végétation arbustive et/ou herbacée (12,2 %), zones agricoles hétérogènes (5,9 %). L'évolution de l’occupation des sols de la commune et de ses infrastructures peut être observée sur les différentes représentations cartographiques du territoire : la carte de Cassini (XVIIIe siècle), la carte d'état-major (1820-1866) et les cartes ou photos aériennes de l'IGN pour la période actuelle (1950 à aujourd'hui).

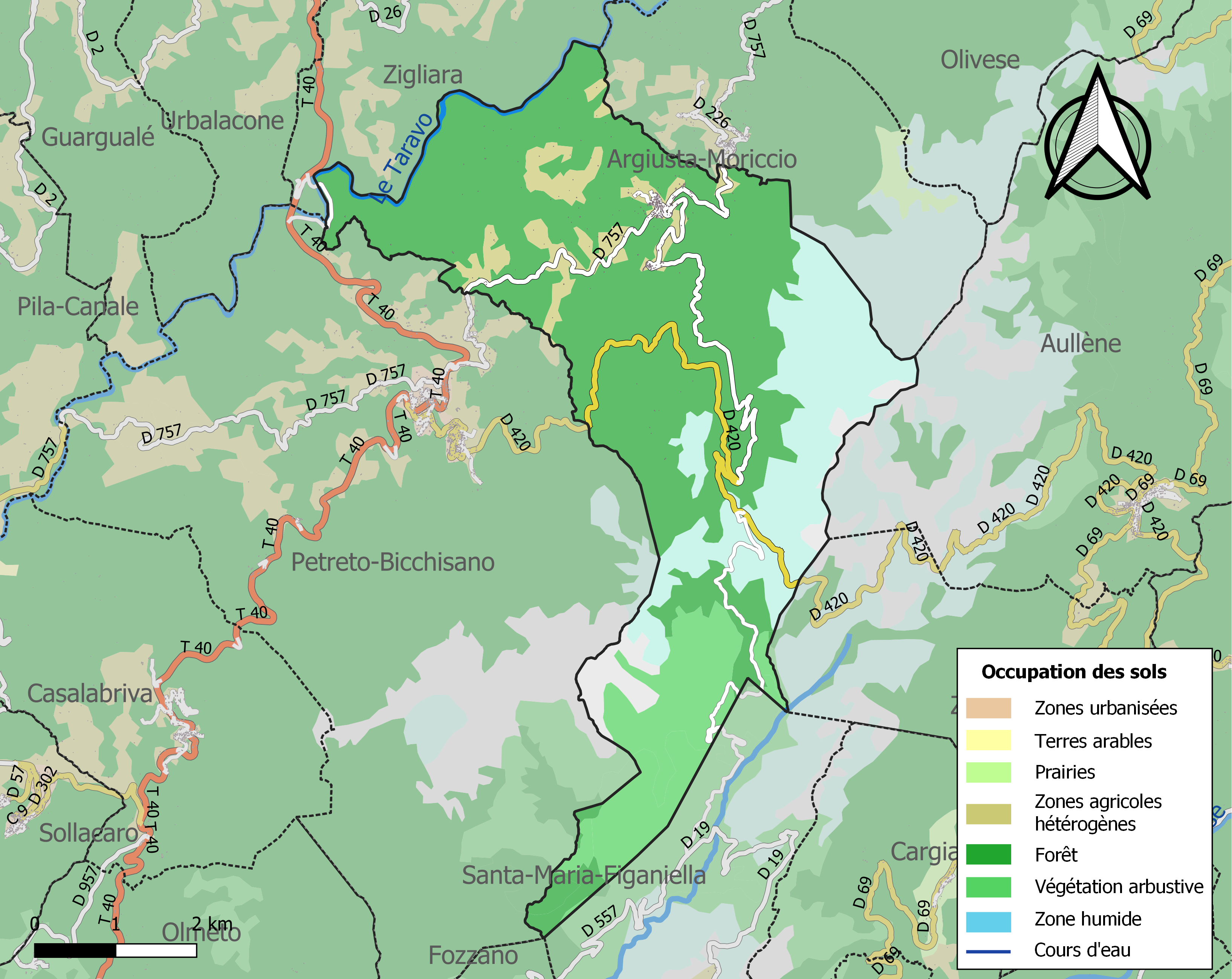
Carte des infrastructures et de l'occupation des sols de la commune en 2018 (CLC).

## Toponymie
Les noms corses des deux villages qui composent la commune sont Macà [maˈga] et Croci [ˈkrɔːʧi].
Leurs habitants sont respectivement dénommés Macanacci et Cruciulani.

## Politique et administration
| Période                                  | Période  | Identité                      | Étiquette   | Qualité                                                                                   |
| ---------------------------------------- | -------- | ----------------------------- | ----------- | ----------------------------------------------------------------------------------------- |
| 1974                                     | 1995     | Toussaint Luciani (1937-2018) | MRG puis PS | Polytechnicien Conseiller régional Conseiller général de Petreto-Bicchisano (1976 → 2001) |
| Les données manquantes sont à compléter. |          |                               |             |                                                                                           |
| 2001                                     | 2008     | Paul-Marie Ettori             |             |                                                                                           |
| 2008                                     | 2020     | Vannina Luciani               |             | Journaliste                                                                               |
| 2020                                     | En cours | Patrice Simon Istria          |             |                                                                                           |
| Les données manquantes sont à compléter. |          |                               |             |                                                                                           |

## Démographie
L'évolution du nombre d'habitants est connue à travers les recensements de la population effectués dans la commune depuis 1800. Pour les communes de moins de 10 000 habitants, une enquête de recensement portant sur toute la population est réalisée tous les cinq ans, les populations de référence des années intermédiaires étant quant à elles estimées par interpolation ou extrapolation. Pour la commune, le premier recensement exhaustif entrant dans le cadre du nouveau dispositif a été réalisé en 2007.

En 2022, la commune comptait 234 habitants, en évolution de −4,49 % par rapport à 2016 (Corse-du-Sud : +7,61 %, France hors Mayotte : +2,11 %).
| 1800 | 1806 | 1821 | 1831 | 1836 | 1841 | 1846 | 1851 | 1856 |
| ---- | ---- | ---- | ---- | ---- | ---- | ---- | ---- | ---- |
| 509  | 478  | 376  | 591  | 561  | 557  | 622  | 630  | 630  |

| 1861 | 1866 | 1872 | 1876 | 1881 | 1886 | 1891 | 1896 | 1901 |
| ---- | ---- | ---- | ---- | ---- | ---- | ---- | ---- | ---- |
| 657  | 652  | 670  | 753  | 718  | 803  | 761  | 752  | 783  |

| 1906 | 1911 | 1921 | 1926 | 1931 | 1936 | 1946 | 1954 | 1962 |
| ---- | ---- | ---- | ---- | ---- | ---- | ---- | ---- | ---- |
| 762  | 770  | 760  | 829  | 786  | 894  | 669  | 652  | 296  |

| 1968 | 1975 | 1982 | 1990 | 1999 | 2006 | 2007 | 2012 | 2017 |
| ---- | ---- | ---- | ---- | ---- | ---- | ---- | ---- | ---- |
| 254  | 247  | 211  | 207  | 221  | 226  | 227  | 232  | 252  |

| 2022 | - | - | - | - | - | - | - | - |
| ---- | - | - | - | - | - | - | - | - |
| 234  | - | - | - | - | - | - | - | - |

## Monuments

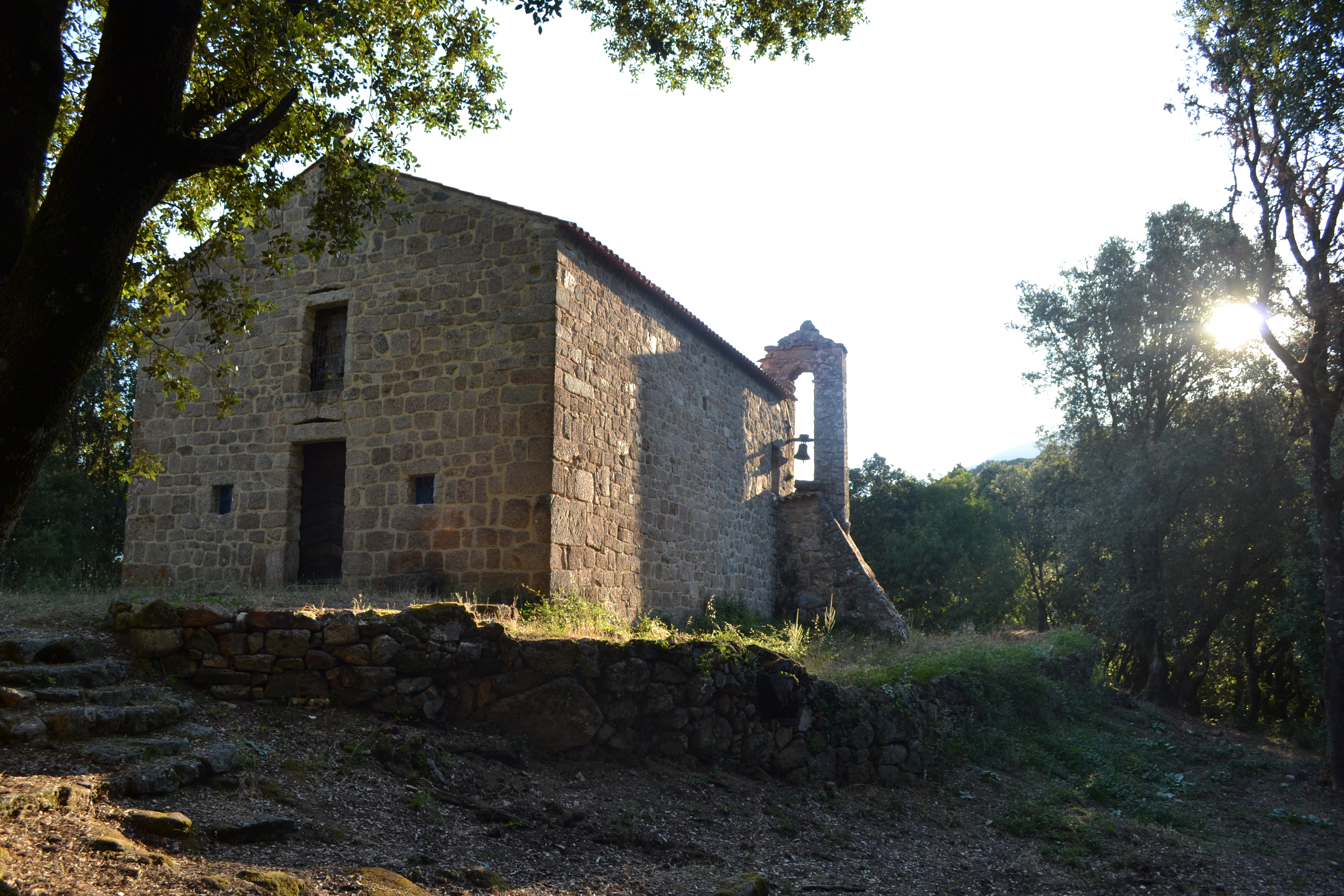
L'oratoire dit Abadia di Maca-Croci.
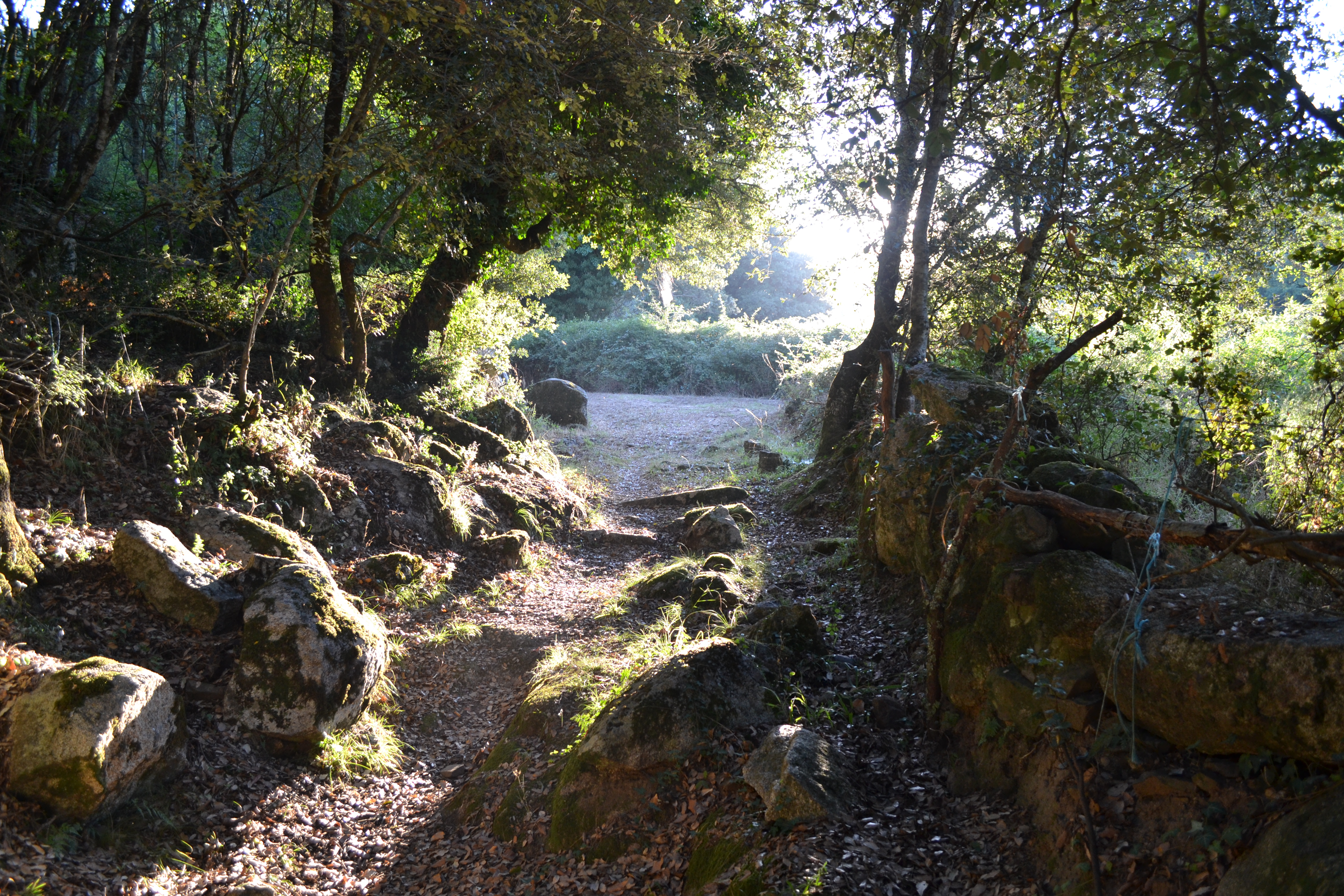
Chemin de randonnée à Moca Croce.

L'oratoire dit Abadia accueillait chaque année des pélèrins. D'ailleurs on peut voir des pierres placées le long du chemin comme des marches (le chemin avait été tracé).
- Oratoire dit Abadia di Maca-Croci : inscription par arrêté du 2 décembre 1926.
- Oratoire (XIIIe siècle ; XIVe siècle).
- Église Sainte-Marie ou Santa-Maria-Assunta de Moca.
- Église de Croce.

## Personnalités liées à la commune
- Arthur Giovoni, enseignant, résistant, compagnon de la Libération, homme politique français, membre du Parti communiste français.

## Hydrographie de Moca-Croce
Cascade A piscia di l'Onda
 
Fleuve Le Taravo
 
Rivière Baraci
 
Ruisseau De Buiena
 
Ruisseau De Piavone
 
Ruisseau De Penta
 
Ruisseau De Tura
 
Ruisseau De Culiccia
 
Ruisseau D'Undala
 
Ruisseau De Mulina
 
Ruisseau D'Orgone
 
Ruisseau De Burdellu Vecchiu
 
Ruisseau De La Scala
 
Ruisseau De Piatamonu
 
Ruisseau De Lecci Torti
 
Ruisseau De Noce
 
Ruisseau De Mezzati
 
Ruisseau De Cervareccia Et De Pinzalone
 
Ruisseau De La Sposata
 
Ruisseau D'Ortu Vecchiu
 
Ruisseau De Pentale
 
Ruisseau De Tuolaju
 
Ruisseau Fiume Seccu
 
Ruisseau De Barab
 
Ruisseau De Firuletu
 
Ruisseau De Vivaggio
 
Ruisseau De Cannelli
 
Ruisseau De Funtana Rossa
 
Ruisseau D'Urtichellu
 
Ruisseau De La Fontaine De L'Ostia
 
Ruisseau De Verruga
 
Ruisseau De Monte Acciaiu
 
Ruisseau De La Calanca

## Lieux-dits de Moca-Croce
A casa moza

Cadi Faracciolo

Cadi Signarello

Calcina

Carbonaja

Casabianca

Croce

Finili

I Lecci

Macanaccio

Maca

Pilingardo

Pisciarella

Pozzo

Santu Bainzu
Sapara

Stradone

U Caseddu

U Poghju Sutanu

Vadina

Vignola